# Mövius Völschow
Mövius Völschow (* 7. Mai 1588 in Greifswald; † 8. Juli 1650 ebenda) war ein lutherischer Theologe und Generalsuperintendent von Pommern-Wolgast.

## Leben und Wirken
Mövius Völschow (Völschau) (geboren 7. Mai 1588 in Greifswald – 8. Juli 1650) wurde als Sohn des Ratsherrn und Provisors an St. Jakobi in Greifswald (auch Bürgermeister) Joachim Völschau und dessen Ehefrau Sibylla Mewes (von Mevius) (geboren 14. Dezember 1562 in Greifswald – 1. Juli 1630 in Greifswald ab der Pest), Tochter des Professors Thomas von Mevius (geboren 1524 in Stargard – 21. Oktober 1580 in Greifswald) geboren. Er besuchte die Greifswalder Stadtschule, wechselte 1604 auf das Sundische Gymnasium in Stralsund und 1606 auf das Pädagogium Stettin. 1610 studierte er an der Universität Wittenberg, wo er zum  Magister promovierte, und danach noch an den Universitäten Leipzig, Jena, Marburg und Gießen.
Im Jahre 1612 wurde er Professor für Mathematik an der Universität Greifswald. Herzog Philipp Julius von Pommern-Wolgast berief Völschow auf die Präpositur in Bergen auf Rügen, und 1622 wurde er Präpositus in Demmin. 1626 erwarb er den akademischen Grad eines Doktors der Theologie.
Im Jahre 1642 wurde Mövius Völschow Pastor an St. Nikolai in Greifswald sowie Generalsuperintendent im Bereich Pommern-Wolgast. Er übte diese Ämter bis zu seinem Tode 1650 aus.
Mövius Völschow heiratete 1615 in erster Ehe Ursula Fabricius († 1629), die Tochter des Generalsuperintendenten Jakob Fabricius, und 1631 in zweiter Ehe Ilsabe von Krakevitz, Tochter seines Amtsvorgängers Generalsuperintendenten Barthold von Krakevitz.

## Schriften
- Tuba Christi, 1619 (veranlasst durch das Auftauchen eines großen Kometen im November 1618)
- Incendium Bergense, 1621 (Bußpredigt)